# Takie numery
Takie numery – drugi singel z czwartego albumu studyjnego Krzysztofa "K.A.S.Y." Kasowskiego pt. Maczo?. Zawiera utwór Takie numery i jego remiks oraz nową wersję utworu Reklama z 1996 roku i remiks utworu Maczo.

## Lista utworów
Opracowano na podstawie materiału źródłowego
1. Takie numery (radio edit) – 3:20
2. Takie numery (remix) – 4:00
3. Maczo (X-Clusiv Remix) – 3:50
4. Reklama 2000 (album version) – 3:22

Łączny czas: 13:32

## Twórcy
- Krzysztof Kasowski – śpiew, muzyka, teksty, producent, saksofon
- Grzegorz "Olo" Detka – inżynier
- plutonowy Piotr Scibisz – trąbka
- Jacek Gawłowski – miksowanie
- Ewa Dudelewicz – projekt okładki